# Антоні Едвард Одинець
Ант́оні ́Едвард Один́ець (пол. Antoni Edward Odyniec; нар. 25 січня 1804 — пом. 15 січня 1885) — польський поет, перекладач, мемуарист, видавець.

## Біографія
Народився у селі Гейстуни, Ошмянського повіту нині Білорусь, в сім'ї власника цього села та віце-маршала Ошмянського повіту Тадеуша Одинця та Терези Одинець з роду Гнатовських. Був найстаршим з семи дітей.
У 1813—1820 р.р. навчався у повітовій школі василіян у Борунах. У 1820—1823 вивчав право у Віленському університеті. Відвідував лекції Гофріда Ернеста Гродка та Леона Боровського. Навчання в університеті принесло майбутньому письменникові багато знайомств, зокрема Саломія Брес (мати Юліуша Словацького) для якої він став не тільки другом, а й довіреною особою. 16 січня 1821 р. був прийнятий до філаретів (блакитний союз), тоді він познайомився з Томашем Заною та Яном Чехотою. Через належність до Товариства Філаретів впродовж 1823—1824 р.р. був ув'язнений царською владою. Під час ув'язнення написав «Пісню філаретів» (пол. Pieśń filaretów). У 1825 році видав свою першу збірку творів.
Після виходу на волю Антоні Одинець перебрався до Варшави де мешкав у період з 1826 до 1829 р.р. У сполиці він працює у редакції «Газети Варшавської» (пол. Gazeta Warszawska). Цього ж року відбулося знайомство Антонія Одинця та Адама Міцкевича, що в майбутньому вилилося у міцну дружбу.
Підчас свого перебування у Варшаві йому була запропонована робота, що полягала у зборі матеріалів до часопису «Щоденник ім. Замойських» (пол. Pamiętnik Im. Zamoyskich). Також він стає вчителем польської літератури сина свого працедавця Августа. Завдяки цій роботі Одинець отримав численні дружні та літературні зв'язки. У Варшаві Одинець видав двотомну збірку власних та перекладних віршів «Поезії» (пол. Poezji). Як зазначають сучасники поета, Одинець охоче допомагав письменникам-початківцям, так у 1827 р. Юліуш Словацький звертається до поета з проханням оцінити «Українську думку» (пол. Dumka Ukraińska), а коли молодий письменник перебирається до Варшави, Одинець стає його наставником. Кілька років потому, підчас зустрічі у Дрездені, вони разом напишуть сатиричну баладу «Невідомо що, або романтика» (пол. Niewiadomo co, czyli Romantyczność).
У травні 1829 р. Одинець їде на кілька тижнів до Петербургу де зустрічається з Адамом Міцкевичем. Впродовж наступного року вони разом подорожують Західною Європою, після цієї подорожі письменники роз'їжджаються і зустрічаються знову тільки навесні 1832 р.; це була їхня остання зустріч, але зв'язку вони ніколи не втратять.
1831 р. виявився надзвичайно продуктивним — Одинець перекладає твори В. Скотта, Байрона та Т. Мура також він є співредактором «Бібліотеки польських класиків» (Biblioteka klasyków polskich).
У 1834 р. Одинець планує свій виїзд до Франції, однак у 1837 р., за намовою Міцкевича він повернувся до Польщі; спочатку оселився в Гейстунах, а потім осів у Вільні. Після повернення, в основному, вів перекладацьку діяльність, свої ж нечисленні вірші Одинець друкує у «Пілігримі» (пол. Pielgrzym) та інших виданнях.
1837 р., після тривалого перебування у Дрездені повертається до Вільна та почиає публікувати власні та перекладні вірші у місцевих виданнях: «Віленському тижневику» (пол. Tygodnik Wileński), та «Історії національної та закордонної доброчинності» (пол. Dzieje Dobroczynności Krajowej i Zagranicznej) редактором якого він був впродовж досить нетривалого часу.
Починаючи з 1857 р. популярність поета пішла на спад через його релігійні та політичні погляди. Таке ставлення до Одинця було спровоковано тим, що він, на той час, був редактором «Віленського Альбому» (пол. Album Wileński), видавництво якого було прихильне до царя Олександра ІІ. Цього ж року, Одинець перебуває впродовж декількох тижнів у Варшаві, а потім відбуває паломництво до Ченстохови. Пізніше письменник видає низку поезій, у яких схвально ставиться до царя, чим викликає хвилю обурення у суспільстві. Негативне ставлення до поета викликала ще й написана ним у 1847 р. драма «Фелісіта, або мученики картагінські» (пол. Felicyta, czyli męcznicy kartagińscy). Пізніше письменник намагатиметься реабілітуватися, визнаючи свої погляди помилковими за допомогою алюзій у своїх же творах.
1862 р. Одинець виїжджає до Дрездена, а 1865 р. обирає Варшаву постійним місцем проживання. У столиці Польщі він спочатку обіймає посаду головного редактора «Варшавського Кур'єра» (пол. Kurier Warszawski), але вже досить скоро змушений звільнитися через те, як стверджував Зигмунт Заборовський, що вік письменника не давав йому зрозуміти потреби та вимоги тодішньої журналістики, тож у лютому 1867 р. він залишає посаду і до кінця життя є головним співпрацівником «Родинної хроніки» (пол. Kronika Rodzinna).
У 1867—1878 р.р. до Одинця повернулася втрачена популярність — він друкує «Листи з подорожі» (пол. Listy z podróży) та «Спогади з майбутнього, розказані Деотимі» (пол. Wspomnienia z przeszłości, opowiadane Deotymie).

## Творчість
Значний вплив на Одинця здійснив Адам Міцкевич, якого він вважав не тільки своїм другом, але й учителем. Особливу популярність Одинцю принесли балади та легенди, що були написані під впливом творчості Міцкевича, а також переклади з німецької, англійської та російської мов.
Антоні Едвард Одинець був і поетом, і перекладачем, тож свої здобутки у цих сферах автор виклав у збірці «Поезій» (пол. Poezji), яку він розширював впродовж усього свого життя. Перекладні твори також були викладені у трьох томах «Перекладів» (пол. Tłumaczenia), які були видані впродовж 1838—1841 років.
Одним з найбільших досягнень Одинця як самостійного письменника стала драма «Фелісіта, або мученики картагінські» (пол. Felicyta, czyli męcznicy kartagińscy), яка розповідає про християнських мучеників на початку ІІІ ст.. Драма була визнана шедевром літератури у католицьких колах, і пізніше Одинця знали лише як «автора Фелісіти», однак не все суспільство сприйняло твір позитивно — зокрема, за свою антидемократичну спрямованість один з екземплярів книги був демонстраційно спалений студентами.
Найбільш відомі твори:
- Пісня Філаретів (1824)
- Литвинова Бранка (1828) — балада
- Фелісіта, або мученики картагінські — драма
- Барбара Радзивілл — драма
- Листи з подорожі — спогади

## Особисте життя
Про родину Одинця відомо мало. Міцкевич, згадуючи його дружину говорив: «Я часто про неї думав, змальовуючи героїню моєї поеми Зосю» (пол. "Miałem ją często w myśli, malując heroinę poematu mego Zosię"). Подружжя мало чотирьох доньок: Антоніну, Марію, Терезу (у 1866 р. стала дружиною Станіслава Хоментовського), та доньку, ім'я якої невідоме.